# Cigarra-marrom-asiática
A cigarra-marrom-asiática (Graptopsaltria nigrofuscata), como o nome sugere, é um inseto da família Cicadidae (que compreende o grupo das cigarras) e que habita o continente asiático, particularmente encontrada no Japão e Coreia. É uma das espécies de cigarras mais comuns do Japão durante a estação do verão e na língua japonesa é conhecida pelo nome popular de Abura zemi (アブラゼミ).
Possui uma coloração marrom bem característica durante a fase adulta, inclusive nas asas, o que a torna uma cigarra facilmente reconhecível até mesmo por leigos. A espécie foi descrita pelo entomólogo russo Victor Motschulsky em 1866.

## Descrição

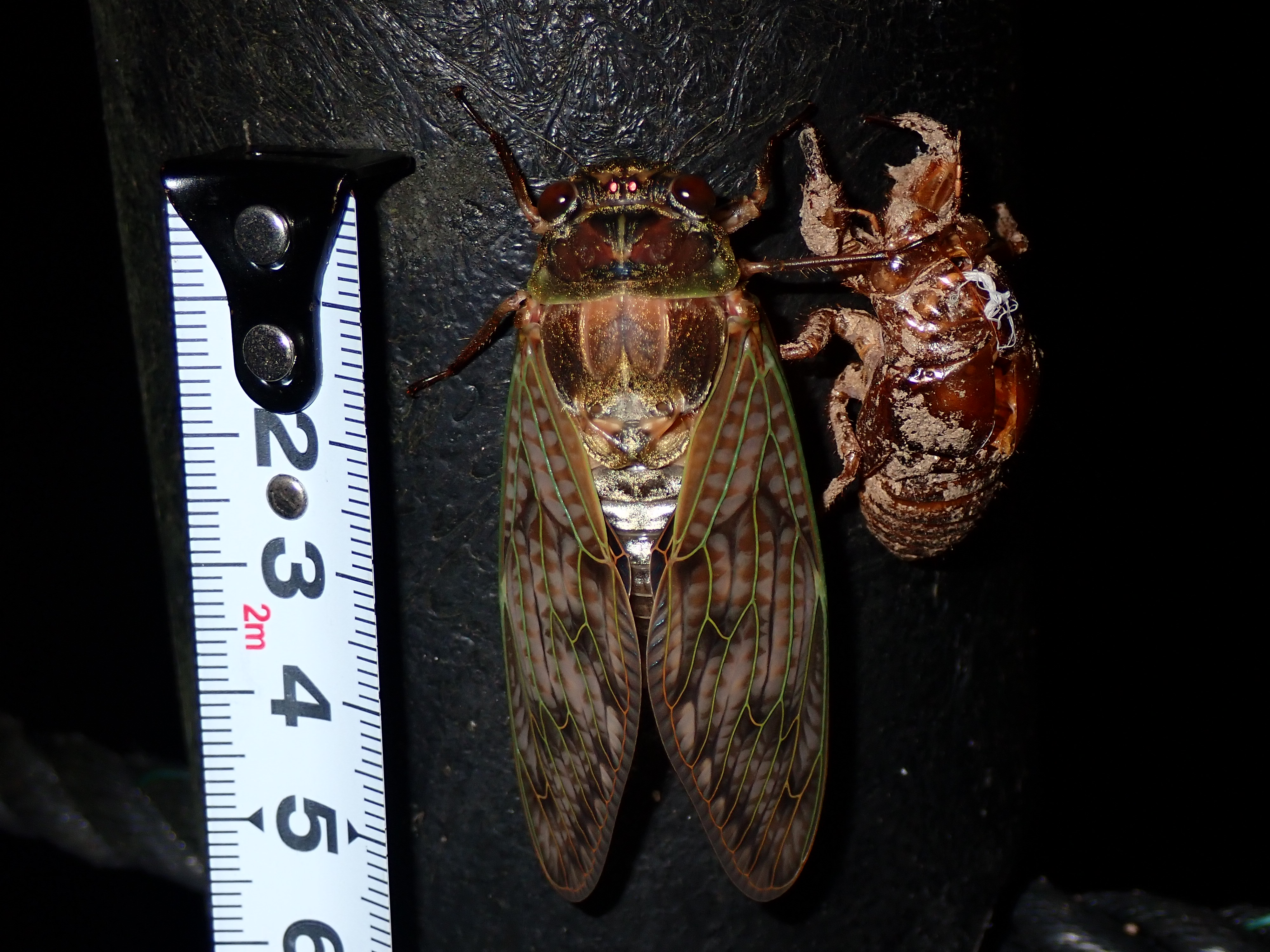
Uma cigarra-marrom-asiática sendo medida após realizar o processo de muda para adulto.

Trata-se de uma cigarra de médio a grande porte e que é facilmente reconhecida pelas asas de coloração marrom, característica não tão comum entre a maioria das espécies de cigarras (que costumam ter asas transparentes) e que possivelmente ajuda a espécie a se camuflar quando em repouso sobre o tronco das árvores.
Na língua japonesa, o nome Abura zemi (アブラゼミ) transmite a ideia de "cigarra oleosa", possivelmente em referência à coloração das asas, como se estivessem encharcadas por óleo. Outras fontes, porém, sugerem que o nome faz referência ao canto dos machos, que lembra vagamente o som de fritura em óleo ou do óleo quente.
A cigarra-marrom-asiática quando adulta pode atingir de 5 a 6 centímetros de comprimento (incluindo as asas fechadas) e com suas asas abertas a espécie pode chegar aos 7,5 centímetros de envergadura. O corpo das ninfas, por sua vez, pode chegar até por volta dos 3 centímetros de comprimento.
Tanto as ninfas quanto os adultos são fitófagos, se alimentando da seiva e dos sucos vegetais. Para isso, possuem um aparelho bucal do tipo sugador, semelhante a um canudo e que introduzem nos vegetais para se alimentarem. A espécie pode buscar diferentes árvores para se alimentar, especialmente as frutíferas, como macieiras, pereiras e cerejeiras.

### Canto
Como ocorre na maioria das espécies de cigarras, os machos possuem a capacidade de emitir sons muito altos através de órgãos específicos para essa função denominados órgão timbálico (ou tímbalo). O corpo desses insetos é bastante volumoso, porém quase oco por dentro, fazendo com que a estrutura atue como um tipo de caixa acústica natural e que ajuda a intensificar o som produzido.

## Ciclo de vida
O ciclo da cigarra-marrom-asiática é similar ao de outras espécies de cigarras e pode ser caracterizado e dividido entre as diferentes fases de ovo, ninfa e adulto.

### Ovo
No verão os ovos são geralmente depositados pelas fêmeas adultas em fendas na base dos troncos das árvores de sua preferência. São ovos compridos, com formato e cor semelhante ao de um grão de arroz, porém, com cerca de 2 milímetros de comprimento. Esses ovos passam meses sem eclodir, chegando a passar o outono e inverno sobre a casca da árvore e eclodindo tão somente após a chegada dos períodos mais quentes da primavera ou verão do ano seguinte.

### Ninfa
Por serem insetos de metamorfose incompleta, os indivíduos recém-eclodidos dos ovos (ou ninfas) possuem aparência já semelhante à dos adultos, porém, ainda desprovidos de asas e de órgãos reprodutores funcionais. Essas ninfas ao eclodirem dos ovos descem em direção ao solo, se enterrando em busca das raízes da árvore e cuja seiva interna será a sua fonte de alimento.

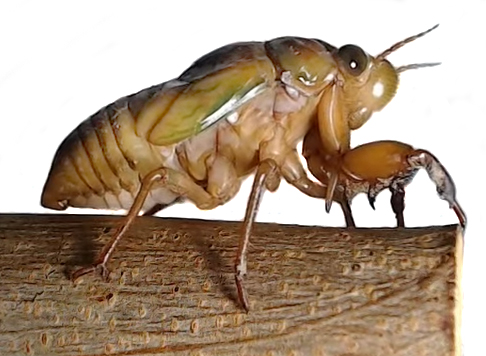
Uma ninfa de cigarra-marrom-asiática em seu último estágio, prestes a realizar muda para indivíduo adulto.

As ninfas podem passar de 2 a até 4 anos em vida completamente subterrânea e durante esse período, conforme vão crescendo, realizam algumas trocas de exoesqueleto ou ecdise, possuindo então, diferentes instares (ou estágios) de desenvolvimento. Algumas fontes sugerem que as ninfas dessa espécie podem passar ainda mais tempo em vida subterrânea, em períodos que se estendem por 7 anos. Suas pernas dianteiras são mais robustas do que as demais, sendo essa uma adaptação à vida subterrânia e que permite às ninfas escavarem mais facilmente o solo.
Após atingirem o último estágio de ninfa, elas escavam um túnel em direção à superfície e se desenterram. Em seguida, procuram por alguma árvore, planta, rocha ou qualquer outra estrutura resistente o suficiente que possam escalar e se fixar verticalmente para realizarem a última ecdise, que as transformará em indivíduos adultos e com asas. O processo é realizado geralmente durante à noite (quando a atividade de predadores como os pássaros é consideravelmente menor) e pode durar algumas horas.

### Adulto

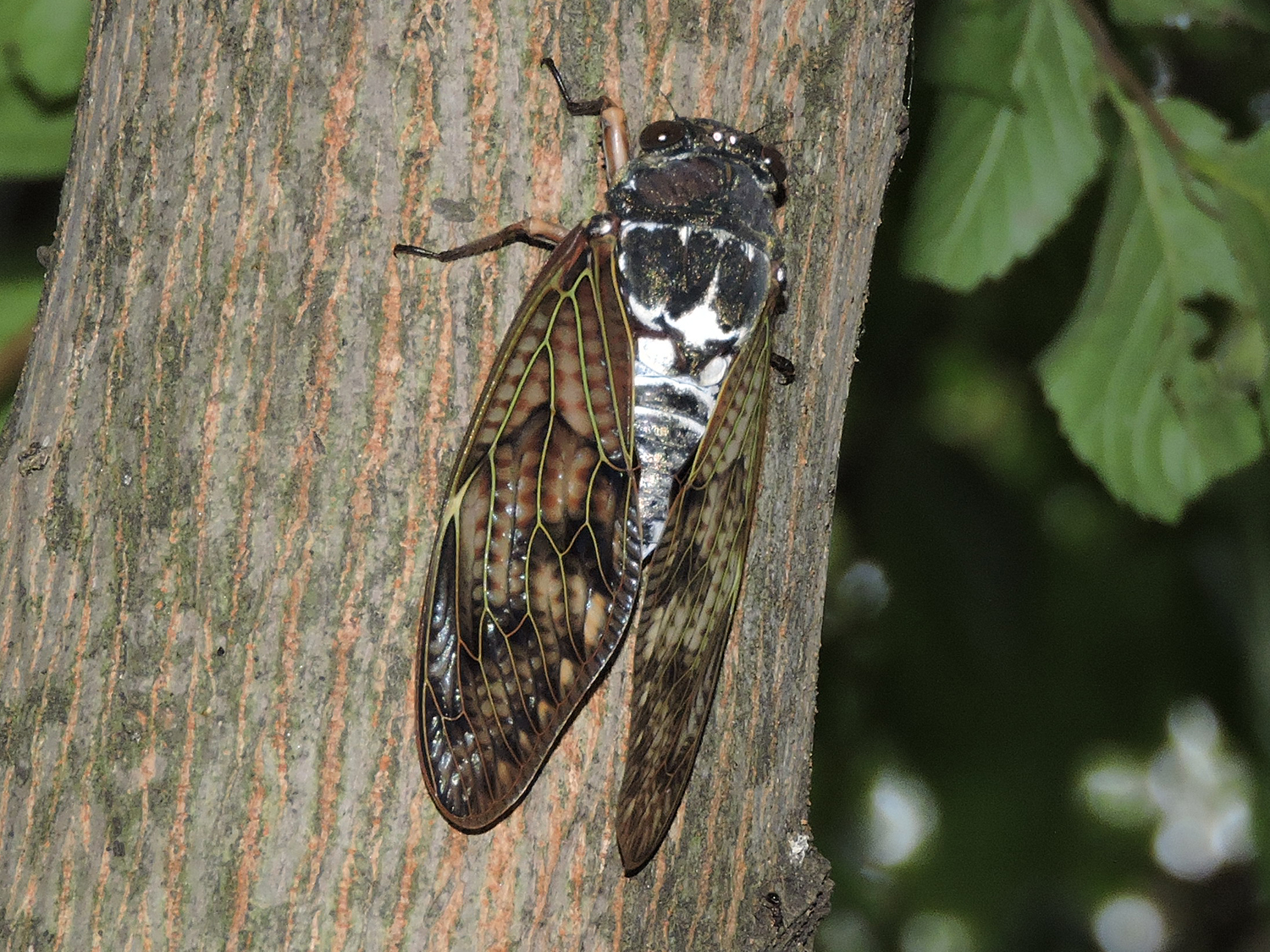
Adulto em repouso sobre um tronco.

Os indivíduos adultos aparecem durante o verão, sendo observados geralmente entre os meses de julho à setembro e passam a maior parte dessa fase sobre os troncos e galhos das árvores, voando ocasionalmente para se deslocarem por maiores distâncias. Os machos cantam para atrair as fêmeas e acasalam com elas em repouso sobre o tronco das árvores. A espécie pode ser observada cantando não apenas durante o dia, mas até mesmo durante à noite. O período de vida dos indivíduos adultos é o mais curto de todo o ciclo e dura apenas pouco mais que 2 semanas. Embora a vida adulta seja curta, é o suficiente para que esses insetos se reproduzam e para que as fêmeas consigam colocar seus ovos.